# Virginischer Tabak
Der Virginische Tabak (Nicotiana tabacum), auch Echter Tabak genannt, ist eine Pflanzenart aus der Gattung Tabak innerhalb der Familie der Nachtschattengewächse (Solanaceae). Er ist die wirtschaftlich bedeutendste Art der Tabakindustrie und wird in einer Vielzahl von Sorten angebaut. Virginische Tabak ist ursprünglich selbst aus einer natürlichen Kreuzung zwischen Waldtabak (Nicotiana sylvestris) und Nicotiana tomentosiformis hervorgegangen.

## Beschreibung

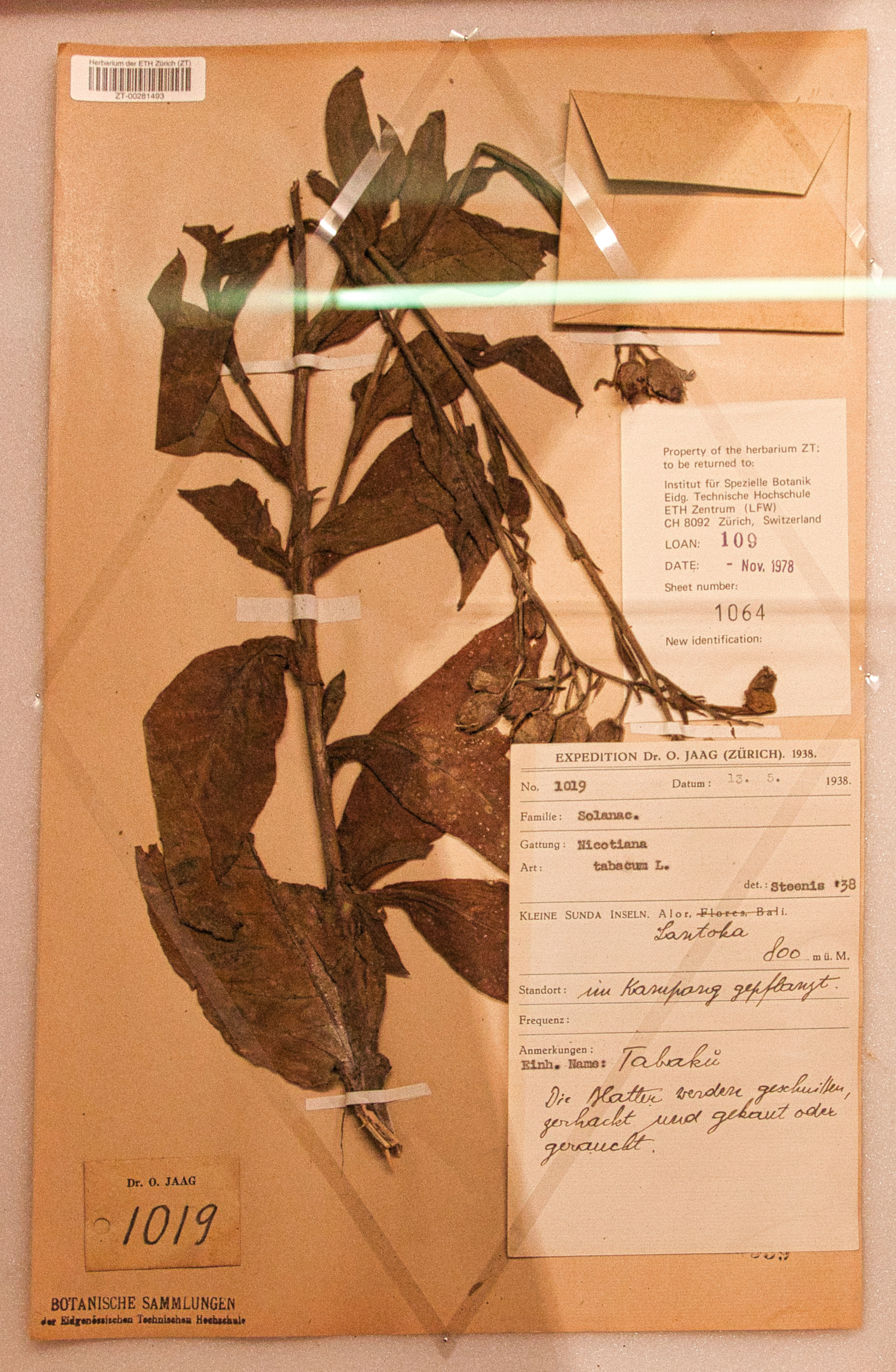
Herbarbeleg Nicotiana tabacum L. von Otto Jaag 1938 auf der Kleinen Sundainsel

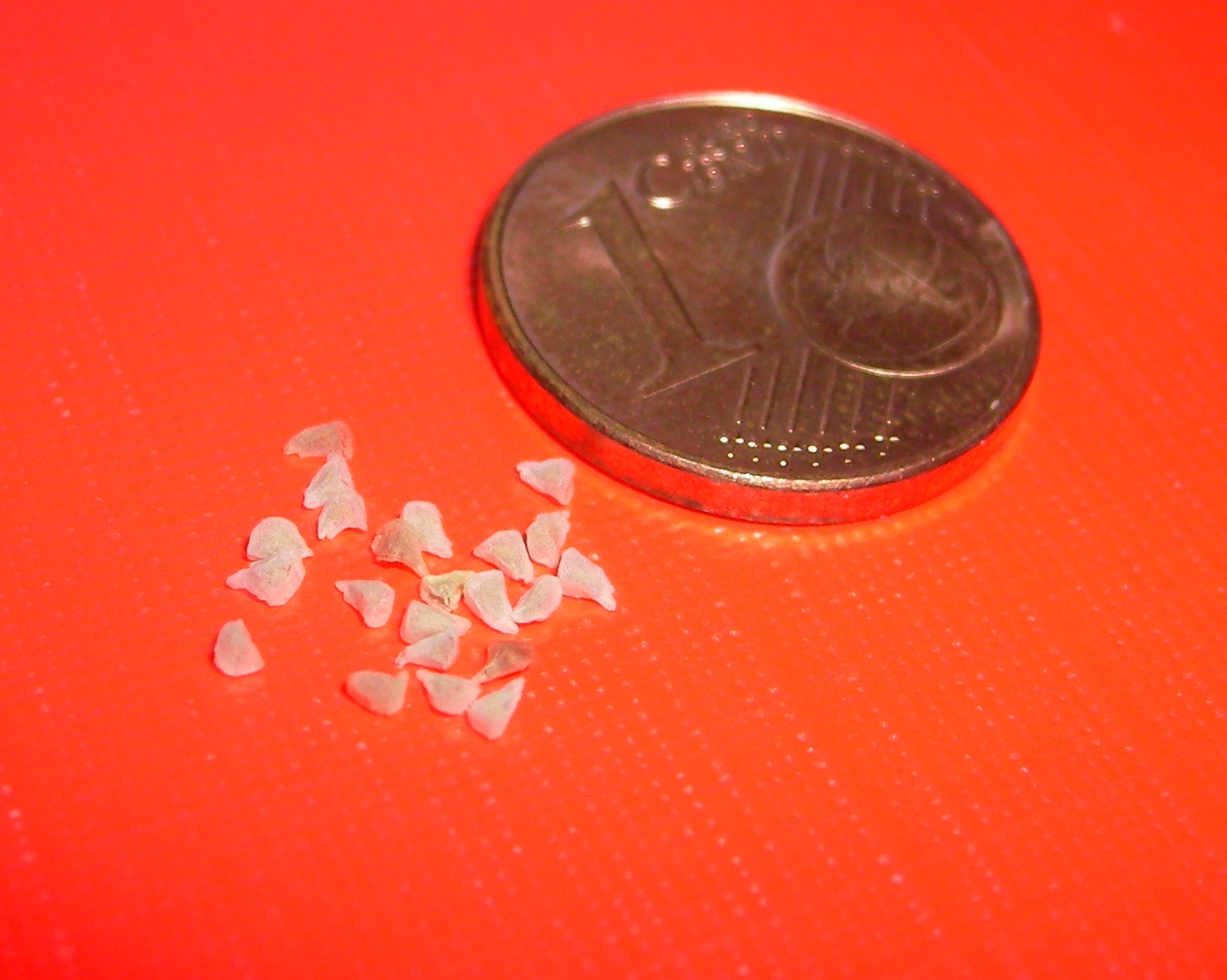
Samen der Tabak-Sorte ‘Burley’

### Vegetative Merkmale
Der Virginische Tabak wächst als einjährige oder kurzlebig ausdauernde krautige Pflanze und erreicht Wuchshöhen von 0,7 bis 2, selten bis zu 3 Metern. Alle oberirdischen Pflanzenteile sind klebrig drüsig behaart. Die Stängel sind dick und nur wenig verzweigt.
Die Laubblätter sind wechselständig am Stängel angeordnet. Die unteren Laubblätter sind sitzend, nach oben hin werden die Laubblätter kleiner und an der Spreitenbasis laufen sie am Stängel herab und stängelumfassend. Die pergamentartige, einfache, drüsig behaarte Blattspreite ist bei einer Länge von meist 30 bis selten bis zu 70 Zentimetern sowie einer Breite von 8 bis 15, selten bis zu 30 Zentimetern elliptisch oder lanzettlich, eiförmig bis verkehrt-eiförmig mit zugespitztem oder spitzem oberen Ende.

### Generative Merkmale
Die Blütezeit reicht in Mitteleuropa von Juli bis Oktober, in anderen Gebiet erfolgt die Blütezeit das ganze Jahr über. Die mehrfach verzweigten, rispigen Blütenstände enthalten viele Blüten. Die Blütenstiele sind 5 bis 15, selten bis zu 20 Millimeter lang.
Die zwittrige Blüte ist zygomorph und fünfzählig mit doppelter Blütenhülle. Die vier grünen, drüsig behaarten Kelchblätter besitzen eine Länge von 20 bis 25 Millimetern und sind bis mindestens zur Hälfte ihrer Länge röhrig bis röhrig-glockenförmig verwachsen. Die gerade oder am oberen Ende deutlich gekrümmte Kelchröhre endet in bei einer Länge von 4 bis 8 Millimetern dreieckigen, schmalspitzigen, ungleich gestalteten Kelchzipfeln. Die Blütenkrone sind an ihrer Basis gelblich, grünliche oder rot und an ihrem oberen Ende rosafarben. Die fünf Kronblätter sind stieltellerförmig verwachsen. Der Kronsaum ist weiß, rosafarben oder rot. Die grünlich-cremefarbene, rosafarbene oder rote leicht gekrümmte bis gerade Kronröhre besitzt eine Gesamtlänge von 3,5 bis 4,5 Zentimetern und weist im unteren Teil einen Durchmesser von 3 bis 5 Millimetern auf, verbreitert sich im oberen Teil auf 7 bis 12 Millimeter. Der Kronsaum ist gelappt oder fünfeckig. Die Staubblätter sind ungleich gestaltet, sie setzen unterhalb der Mitte der Kronröhre an. Die Staubbeutel der vier längeren Staubblätter stehen nahe der Öffnung der Kronröhre oder stehen leicht über diese hinaus. Das fünfte Staubblatt ist deutlich kürzer als beide längeren Paare. Die ungleichen, in der Nähe der Basis der Kronschlund inserierten Staubfäden bei einer Länge von 3 bis 5 Zentimetern deutlich länger als die Staubbeutel. An der Basis sind die Staubfäden behaart. Der gerade oder etwas gekrümmte Griffel ist etwa gleich lang wie die Staubblätter.
Die Kapselfrucht ist bei einer Länge von 1,2 bis 2 Zentimetern schmal-elliptisch, ellipsoid bis ei- oder kugelförmig. Sie kann über den Kelch heraus stehen oder von diesem umschlossen sein. Die braunen Samen sind bei einem Durchmesser von etwa 0,5 Millimetern kugelförmig oder breit-elliptisch; ihre Oberfläche ist netzartig gewellt.

### Chromosomensatz
Genetisch ist Nicotiana tabacum tetraploid, er verfügt also über vier Chromosomensätze. Die Chromosomenzahl beträgt 2n = 48, seltener 24 oder 96.

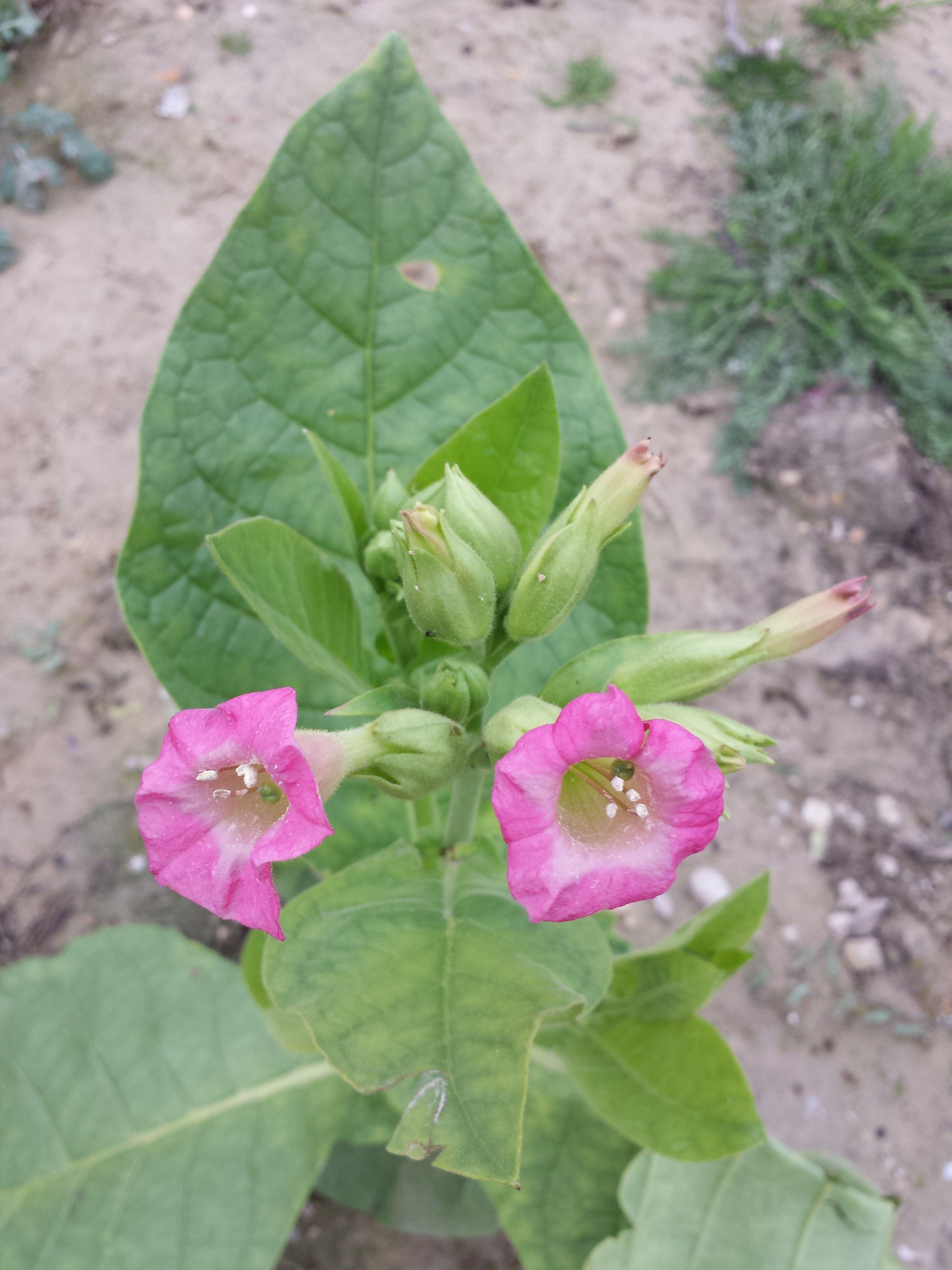
Blütenstand

## Vorkommen
Es wird angenommen, dass der Virginische Tabak aus dem westlichen Südamerika stammt, jedoch wurde er schon vor der Ankunft von Christoph Kolumbus in Amerika in Mittelamerika und Mexiko eingeführt. Virginische Tabak wird weit kultiviert und ist gelegentlich als Kulturflüchter anzutreffen.

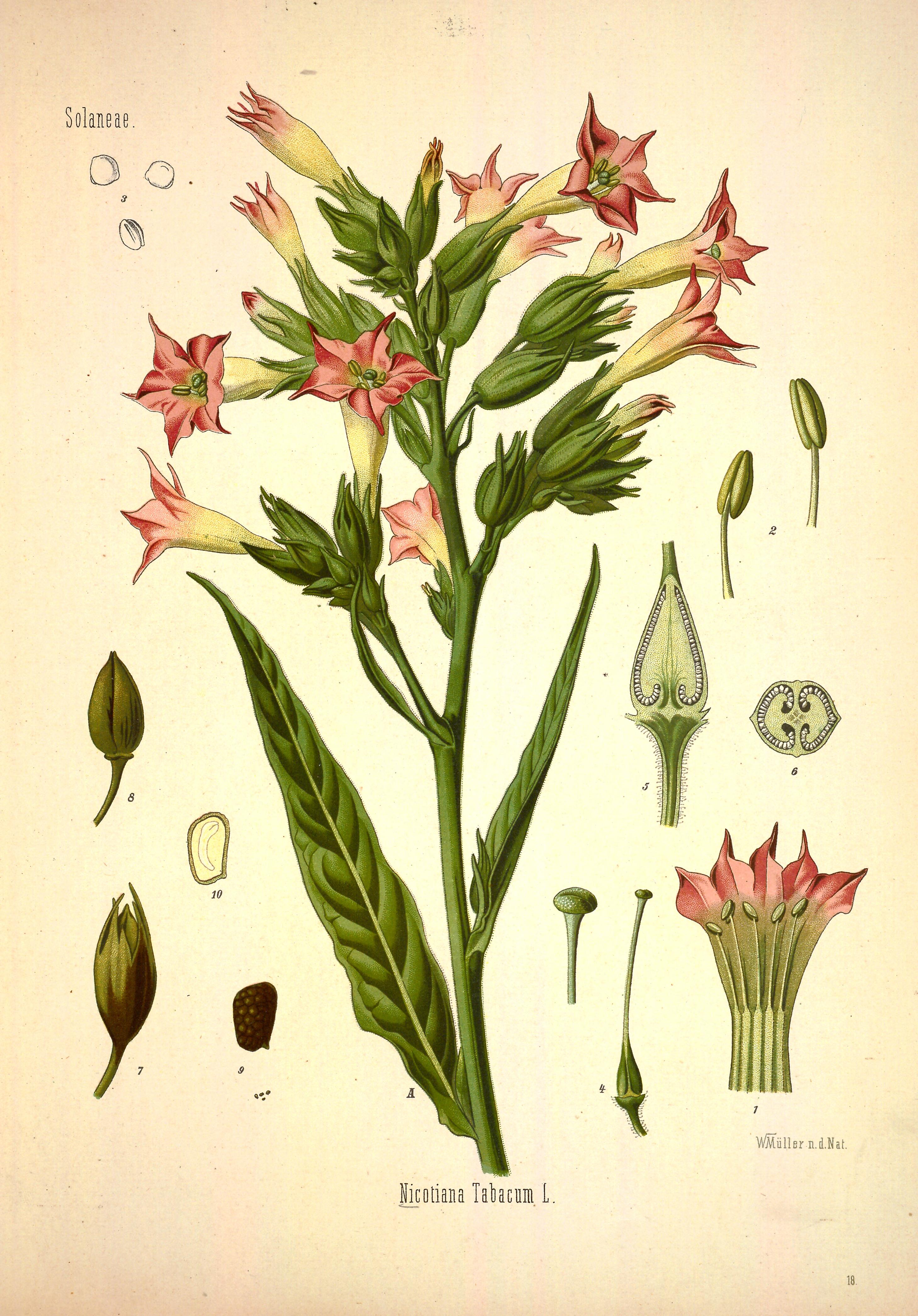
Illustration aus Köhler's Medizinal-Pflanzen in naturgetreuen Abbildungen mit kurz erläuterndem Texte, Tafel 18

## Systematik
Die Erstveröffentlichung von Nicotiana tabacum erfolgte 1753 durch Carl von Linné in Species Plantarum, Tomus I, Seite 180.
Nach Clarkson 2004 ist der Virginische Tabak die einzige Art der monotypischen Sektion Nicotiana innerhalb der Gattung (Nicotiana) gestellt. Nach Clarkson 2004 ist eine natürliche, allotetraploide Hybride, als Elternarten wurden einerseits Nicotiana sylvestris als mütterliche Elternart und Nicotiana tomentosiformis als väterliche Elternart ermittelt. Nach Clarkson 2004 soll Nicotiana tabacum wiederum die mütterliche Elternart von Nicotiana ×digluta, die väterliche Elternart dieser Hybride ist Nicotiana glutinosa.

## Nutzung
Es gibt einige Verwendungen von Nicotiana tabacum wurden untersucht.
Die medizinischen Wirkungen von Nicotiana tabacum wurden untersucht.

## Sorten
Der kultivierte Tabak wird meist in Gruppen eingeteilt, die wichtigsten sind:
- Virginia-Tabak: Der Geschmack beim Rauchen wird als süß, strohig und heuartig beschrieben.
- Burley-Tabak: Der Geschmack ist würzig, bitter, erdig und holzig.
- Orient-Tabak: Der Geschmack ist süßlich schwer, schweißig und grasig.

## Inhaltsstoffe, Wirkung und Rechtliches
Nikotin und Tabakrauch wirken auf das Zentralnervensystem. Negative Auswirkungen sind vielfältig. Millionen von Menschen weltweit, beispielsweise in Nordamerika sind dadurch bleibend geschädigt.
In den unterschiedlichen Staaten wird gegen den Konsum unterschiedlich vorgegangen. Für Österreich kann die Rechtslage  im Rechtsinformationssystem des Bundes (RIS) nachgelesen werden. In der Bundesrepublik Deutschland dürfen – gemäß § 30 Abs. (1) Satz 2 TabStG – Tabakwaren steuerfrei für den nichtgewerblichen eigenen Bedarf verwendet werden.